# Desmometopa discipalpis
Desmometopa discipalpis är en tvåvingeart som beskrevs av Papp 1993. Desmometopa discipalpis ingår i släktet Desmometopa och familjen sprickflugor.
Artens utbredningsområde är Ungern. Inga underarter finns listade i Catalogue of Life.